# Hôtel de ville de Szeged
L'Hôtel de ville de Szeged (en hongrois : Szegedi Városháza) abrite l'administration municipale de Szeged. 
Catégorie:Architecture Sécession hongroise à Szeged